# Джак Кетчъм
Далас Уилям Майър (на английски: Dallas William Mayr) е американски актьор, сценарист, режисьор, поет и писател на произведения в жанра хорър, трилър и фентъзи. Пише под псевдонима Джак Кетчъм (на английски: Jack Ketchum) и Йежи Ливингстън (Jerzy Livingston).

## Биография и творчество
Далас Уилям Майър е роден на 10 ноември 1946 г. в Ливингстън, Ню Джърси, САЩ. Единствено дете е на семейство германци имигранти. Още от малък започва да си измисля истории. През тийнейджърските си години се сприятелява с Робърт Блох, автор на „Психо“, който му става ментор. Получава бакалавърска степен по английска филология от Емерсън Колидж в Бостън. След дипломирането си в продължение на 2 години преподава английски език в гимназия в Бруклин, Масачузетс.
После работи по различни задачи, включително действа като копирайтър, редактор на палеонтологичното списание „Фосили“, литературен агент на Хенри Милър в агенция „Скот Мередит“, и като актьор. Едновременно пише голям брой кратки материали и статии за мъжки списания под псевдонима Йежи Ливингстън (харесвайки произведенията на писателя Йежи Кошински). В крайна светка се концентрира върху писането на романи, като предпочитана работа, която му предлага стабилност и дълголетие.
Първият му роман „Off Season“ (Извън сезона) от едноименната поредица е издаден през 1981 г., като пресъздава историята на канибала Сауни Бийн, обвинен и екзекутиран за убийството на над 1000 души. Използва псевдонима Джак Кетчъм, вдъхновен от името, традиционно носено от британските палачи – Джак Кетч. Романът получава популярност и положителна оценка от Стивън Кинг.
Следва поредица от успешни хоръри, като „She Wakes“ (Тя се пробужда), „Cover“ (Кавър), „Road Kill“ (Убийство на пътя) и сборници с разкази.
През 1989 г. е издаден хорърът му „Съседката“, почерпен от трагичната съдба и убийството на тийнейджърката Силвия Лайкънс от страна на приемно семейство. През 2007 г. е екранизиран в едноименния филм с участието на Бланш Бейкър.
Произведенията му избягват традиционния ужас – вампири, върколаци, свръхестествени, чудовища и демони – и вместо това се е концентрирало върху по-градски ужаси и реални чудовища.
Новелата му „The Box“ печели първата му награда „Брам Стокър“ през 1994 г. През 2011 г. получава наградата „Велик майстор“ от Световната конвенция на писателите на хоръри за изключителен принос към жанра.
Далас Уилям Майър умира от рак на 24 януари 2018 г. в Ню Йорк.

## Произведения

### Серия „Извън сезона“ (Off Season)
1. Off Season (1981)
2. Offspring (1991)
3. The Woman (2010) – с Лъки Макки

- Winter Child (2006) – разказ

### Самостоятелни романи
- Hide and Seek (1984)
- Cover (1987)
- She Wakes (1989)
- The Girl Next Door (1989)
Съседката, изд.: „Артлайн Студиос“, София (2016), прев. Вихра Манова
- Joyride (1994) – издаден и като „Road Kill“
- Stranglehold (1995) – издаден и като „Only Child“
- Red (1995)
- Ladies' Night (1997)
- The Lost (2001)
- The Crossings (2003)
- Old Flames (2008)
- I'm Not Sam (2012) – с Лъки Макки
- The Secret Life of Souls (2016) – с Лъки Макки

### Новели
- The Box (1994) – награда „Брам Стокър“
- Station Two (2001)
- Weed Species (2006)

### Сборници
- The Exit at Toledo Blade Boulevard (1998)
- Right to Life (1998)
- Peaceable Kingdom (2003) – награда „Брам Стокър“
- Sleep Disorder (2003) – с Едуард Лий
- Broken on the Wheel of Sex (2006)
- Father and Son and Forever (2006)
- Closing Time and Other Stories (2007)
- Triage (2008) – с Ричард Леймон и Едуард Лий
- Book of Souls (2008)
- Triptych (2012)
- Notes from the Cat House (2013) – поезия
- What They Wrote (2014)
- Closing Time (2015)
- Gorilla In My Room (2019)

### Разкази (частично)
- Gone (2000) – награда „Брам Стокър“
- Closing Time (2003) – награда „Брам Стокър“

### Документалистика
- Turning Japanese: (2013)

### Екранизации
- 2006 The Lost
- 2007 Съседката, The Girl Next Door
- 2008 Red
- 2009 Offspring – сценарий
- 2011 Жената, The Woman
- 2011 Mail Order – късометражен
- 2013 Olivia – късометражен
- 2017 XX – по разказа „The Box“
- 2019 Darlin'